# Trepostomata

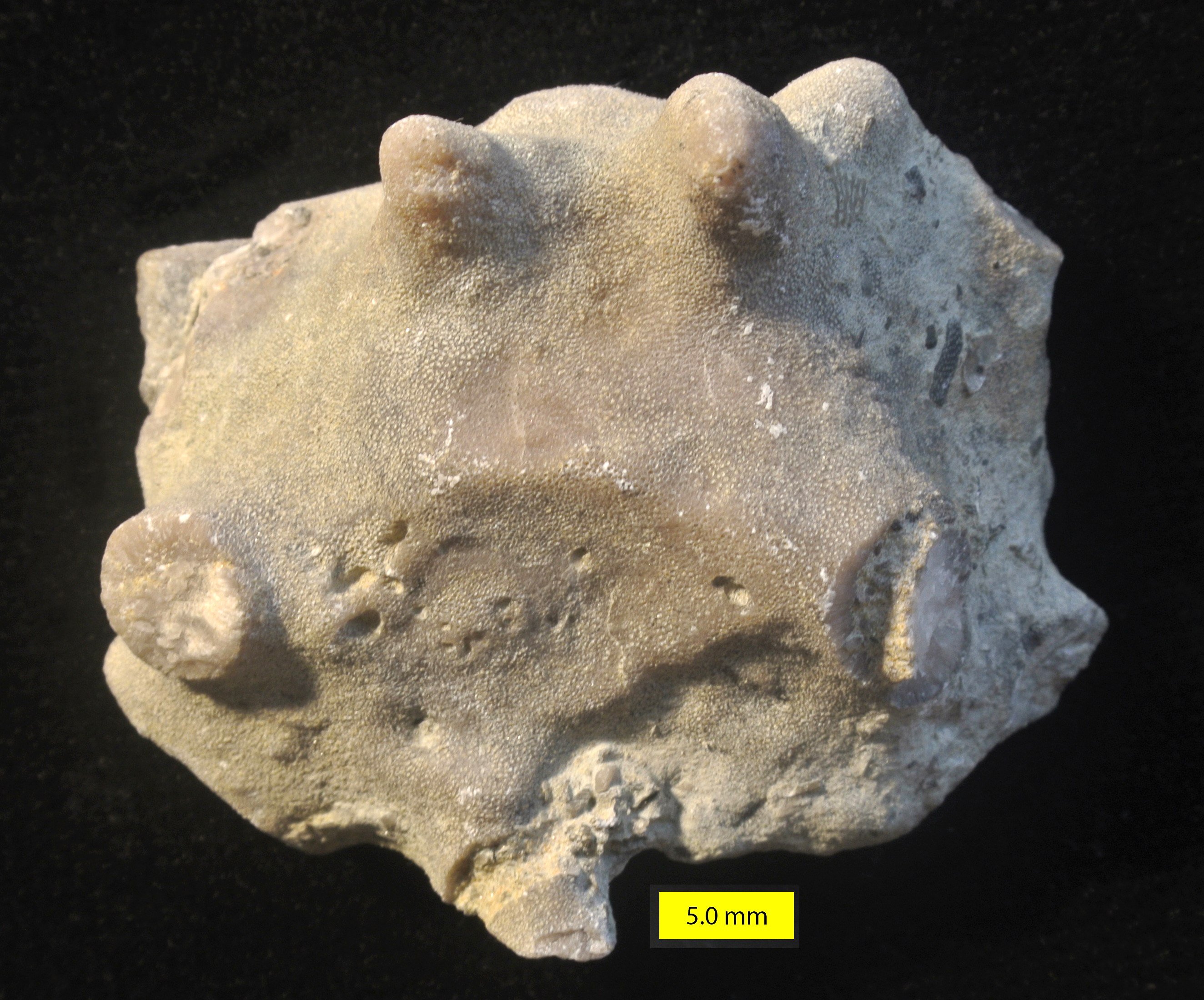
Ordoviciano Trepostomata.

Trepostomata é uma ordem de briozoários extintos no Permiano, que compreende cerca de 100 gêneros.

## Classificação
- Ordem Trepostomata Ulrich, 1882
  - Família Aisenvergiidae Dunaeva, 1964
  - Família Amplexoporidae Miller 1889
  - Família Anisotrypidae Dunaeva e Morozova, 1967
  - Família Araxoporidae Morozova, 1970
  - Família Astralochomidae Ross, 1988
  - Família Atactotoechidae Duncan, 1939
  - Família Batostomellidae Miller, 1889
  - Família Bimuroporidae Key, 1990
  - Família Crustoporidae Dunaeva e Morozova, 1967
  - Família Cycloporidae Ulrich, 1890
  - Família Dianulitidae Vinassa de Regny, 1921
  - Família Diplotrypidae Vinassa de Regny, 1921
  - Família Dittoporidae Vinassa de Regny, 1921
  - Família Dyscritellidae Dunaeva e Morozova, 1967
  - Família Eridotrypellidae Morozova, 1960
  - Família Esthonioporidae Vinassa de Regny, 1921
  - Família Girtyporidae Morozova, 1966
  - Família Halloporidae Bassler, 1911
  - Família Helenoporidae Ross, 1988
  - Família Hemieridotrypidae Pushkin, 1973
  - Família Heterotrypidae Ulrich, 1890
  - Família Leioclemidae
  - Família Maychellinidae Goryunova, 1985
  - Família Mesotrypidae Astrova, 1965
  - Família Mishulgellidae Gorjunova, 2001
  - Família Monticuliporidae Nicholson, 1881
  - Família Nipponostenoporidae Xia, 1987
  - Família Orbiporidae Astrova, 1978
  - Família Pseudocampylidae Xia, 1997
  - Família Ralfimartitidae Gorjunova, 2005
  - Família Revalotrypidae Goryunova, 1986
  - Família Stenoporellidae Kiseleva, 1982
  - Família Stenoporidae Waagen & Wenzel, 1886
  - Família Stereotoechidae Yang, Hu e Xia, 1988
  - Família Trematoporidae Miller, 1889
  - Família Ulrichotrypellidae Romantchuk, 1967
  - Família Zozariellidae Zágoršek, 1993